# 欧盟官方公报
《欧盟官方公报》（英語：Official Journal of the European Union，简称OJEU），又稱欧盟公报、欧洲联盟官方公报、欧洲联盟公报、欧盟官方期刊，是欧洲联盟的官方公报。每个工作日，《欧盟官方公报》以所有欧盟成员国的官方语言出版（爱尔兰语除外）。只有在《欧盟官方公报》上公布的法律才具有约束力。

## 历史
1952年12月30日，《欧盟官方公报》最初以《欧洲煤钢共同体官方期刊》（Official Journal of the European Coal and Steel Community）的名义出版，后来随着欧洲经济共同体的成立而改名为《欧洲共同体官方期刊》（Official Journal of the European Communities），2003年2月1日，尼斯条约生效后，《欧洲共同体官方期刊》更名為《欧盟官方公报》。